# Hayati binti Mohammad Salleh
Hajah Hayati binti Mohammad Salleh é a atual Procuradora-Geral de Brunei. Foi a responsável pela supervisão da transição de um sistema de civil law para um sistema jurídico cuja base é a lei da sharia. 